# 中本範治
中本 範治（なかもと はんじ、1865年〈慶応元年〉 - 没年不明）は、日本の会社役員、地主、名望家、篤農家、政治家。鳥取県西伯郡県村長。古豊千村、八幡村組合村長。族籍は鳥取県平民。

## 経歴
鳥取県西伯郡県村（現・米子市）出身。宇平の嫡男。村夫子に従い漢籍、句読、習字、算数の術を学ぶ。
1890年、自由党に入党する。政友会の組織が成立すると、その会員となる。町村制実施と共に村役場書記となり、1894年に郡書記に栄転する。
1898年、県村長に推される。郡立病院監事、米子農業倉庫監事、尾高井手水利組合管理者等を兼ねる。大山自動車取締役、県報徳社理事、保証責任製糸信用販売購買利用組合理事をつとめる。郡会議員、郡参事会員、その他の公職に就く。
1921年、村長勤続により勲七等に叙せられ、県及び郡の表彰を受ける。

## 人物
住所は鳥取県西伯郡県村大字石州府。